# Бонток

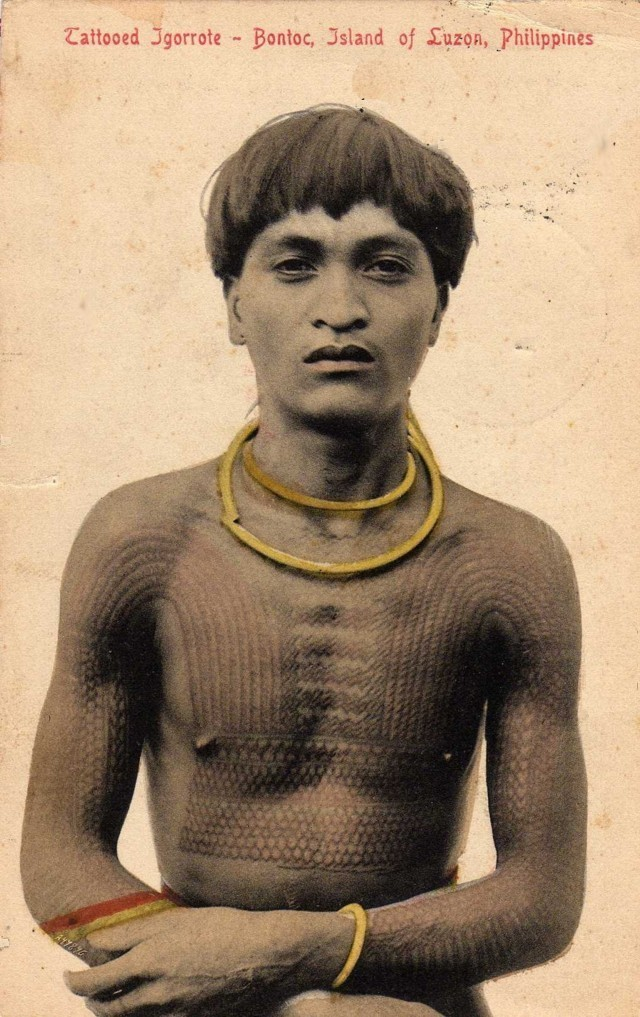
Воин бонток в 1908 году

Бонток — народ на Филиппинах, один из филиппинских горных народов. Зона расселения — северо-запад острова Лусон. По происхождению и культуре бонтоки ближе всего стоят к инибалоям и канканаям, и три этих народа вместе называют игоротами.
Язык — бонтокский, с диалектами центральным и западным, кадаклан-барлинг и байо. Используют также языки канканай и инибалой, тагальский, английский.
По религии — в основном католики или протестанты, частично сохранены традиционные верования.

## Хозяйство
Основные занятия бонтоков — поливное и подсечно-огневое земледелие, культивация риса и овощей. В дополнение они занимаются ремеслами, плетением из бамбука и ротанга, пальмовых листьев, резьбой по дереву, обработкой металла, литьем, гончарным ремеслом, торгуют керамикой. Мастера изготовляют оружие, топоры, наконечники стрел и другое.
В хозяйстве бонтоков существует разделение труда. Мужчины ремонтируют террасы и оросительные системы, очищают участки леса под поля, пашут. Посев и уборка урожая выполняется совместно с женщинами.

## Бытовые традиции
Поселения крупные, компактные, делятся на кварталы ато. Квартал не экзогамен, — каждый индивид может поменяь место жительства в пределах поселения. В центре поселка устраивается возвышенное место для общественных собраний. Руководит жизнью общины совет ато. Холостые и старые мужчины ночуют в общественных домах. Также и молодые девушки старше 8 лет, не замужние и вдовы, живут в специальных домах, олагах.
Традиционное жилище — наземное, двухкамерное, прямоугольное, с четырехскатной крышей. Материалом для строительства служит трава, солома, дерево, бамбук. Стены — деревянные, пол обычно устлан бамбуковыми циновками. На чердаке хранят рис. Очаг используется только для приготовления пищи.
Мужчины носят набедреную повязку, длиной до 3 м, наматываемую до колен вокруг бедер, шапочки из соломы. Одежда женщин — несшитая юбка, с геометрическим узором, обычно красного, черного и белого цветов, на талии закрепленная поясом. Из украшений женщины носят серьги, бусы и прочее.
Основная пища — рис, овощи и фрукты. Свинина и мясо кур употребляется по праздникам.

## Социальные отношения и духовная культура
Существует имущественная дифференциация, власть в настоящее время превратилась в наследственную. Критерием богатства служат, главным образом, рисовые поля и домашний скот. Показателем достатка являются и вещи: китайский фарфор, украшения и другие предметы.
Брак — патрилокальный, счет родства — билатеральный.
До 1930-х годов поддерживались такой обычай, как охота за головами.
Главным божеством у бонтоков является Лумауиг. Сохраняется вера в духов предков, богат фольклор, есть сказки, мифы, предания, песни, развиты танцы и декоративно-прикладное искусство.